# Tigillava
Tigillava est le nom d'un diocèse de l'église primitive aujourd'hui désaffecté.
Son nom est utilisé comme siège titulaire pour un évêque chargé d'une autre mission que la conduite d'un diocèse contemporain.
Il est actuellement vacant. Son dernier titulaire était Mgr Wolodymyr Paska, évêque auxiliaire de rite ukrainien de Philadelphie.

## Situation géographique
Ce diocèse était situé dans la province romaine de Numidie, en Afrique du Nord, identifié à Mechta-Djillaoua en Algérie.

## Liste des évêques contemporains titulaires de ce diocèse
| Début      | Fin        | Nat.       | Nom                                    | Fonction exercée                                     |
| ---------- | ---------- | ---------- | -------------------------------------- | ---------------------------------------------------- |
| 03/07/1967 | 10/05/1971 | Portugal   | Mgr António Ribeiro                    | Évêque auxiliaire de Braga                           |
| 01/11/1973 | 03/03/1978 | Pologne    | Mgr Józef Marek                        | Évêque auxiliaire de Wrocław                         |
| 19/12/1978 | 24/02/1984 | Inde       | Mgr Anthony Thannikot                  | Évêque auxiliaire de Verapoly (en)                   |
| 20/03/1985 | 23/07/1991 | Espagne    | Mgr Francisco Pérez y Fernández-Golfin | Évêque auxiliaire de Madrid                          |
| 24/01/1992 | 16/08/2008 | États-Unis | Mgr Wolodymyr Paska                    | Évêque auxiliaire de rite ukrainien de Philadelphie. |

## Sources
- (en) Fiche sur le site catholic-hierarchy.org